# Killer (album de Tech N9ne)
Pour les articles homonymes, voir Killer.
Albums de Tech N9ne
Misery Loves Kompany
(2007) Sickology 101
(2009)
Singles
1. Everybody Move
Sortie : 3 juin 2008
2. Like Yeah
Sortie : 3 octobre 2008

Killer est le huitième album studio du rappeur Tech N9ne, sorti le 1er juillet 2008.
L'album s'est classé 1er au Top Independent Albums, 8e au Top R&B/Hip-Hop Albums et 12e au Billboard 200.

## Liste des titres

### Disque 1
| No  | Titre                                                           | Contient un (des) sample(s) de                              | Durée |
| --- | --------------------------------------------------------------- | ----------------------------------------------------------- | ----- |
| 1.  | Dr. Frazier's Office (Intro Skit)                               |                                                             | 1:21  |
| 2.  | Like Yeah                                                       |                                                             | 4:19  |
| 3.  | Wheaties (featuring Shawnna)                                    |                                                             | 4:09  |
| 4.  | Everybody Move                                                  |                                                             | 3:38  |
| 5.  | Get the Fuck Outta Here (featuring The Popper et Paul Wall)     |                                                             | 4:28  |
| 6.  | The Waitress                                                    |                                                             | 4:09  |
| 7.  | Crybaby                                                         | City 2 City de Kottonmouth Kings                            | 4:36  |
| 8.  | Shit Is Real                                                    |                                                             | 3:43  |
| 9.  | Blackboy (featuring Brother J, Ice Cube et Krizz Kaliko)        |                                                             | 4:46  |
| 10. | Pillow Talkin' (featuring Scarface)                             |                                                             | 3:43  |
| 11. | Paint a Dark Picture (featuring The Dirtball)                   |                                                             | 4:39  |
| 12. | Hope for a Higher Power                                         |                                                             | 5:57  |
| 13. | Worst Case Scenario (Skit) (featuring Krizz Kaliko et Scenario) |                                                             | 1:51  |
| 14. | Psycho Bitch II (featuring Liquid Assassin)                     | The Phantom of the Opera de Sarah Brightman et Steve Harley | 5:48  |
| 15. | Poisonous (featuring Liz Suwandi)                               |                                                             | 2:42  |
| 16. | Too Much (featuring Kutt Calhoun)                               |                                                             | 3:03  |

### Disque 2
| No  | Titre                                                            | Contient un (des) sample(s) de         | Durée |
| --- | ---------------------------------------------------------------- | -------------------------------------- | ----- |
| 1.  | I Love You But Fuck You                                          |                                        | 5:23  |
| 2.  | One Good Time                                                    |                                        | 4:29  |
| 3.  | Drill Team (featuring BG Bulletwound, Krizz Kaliko et Snug Brim) |                                        | 5:16  |
| 4.  | Beat You Up (featuring Big Scoob, Lebowski et The Weapon)        |                                        | 5:13  |
| 5.  | Let's Go (featuring Kutt Calhoun & Mistah F.A.B.)                |                                        | 3:25  |
| 6.  | Why You Ain't Call Me                                            |                                        | 4:31  |
| 7.  | Seven Words (featuring Krizz Kaliko et Skatterman)               |                                        | 4:51  |
| 8.  | The Sexorcist (Infomercial) (featuring Krizz Kaliko)             |                                        | 3:40  |
| 9.  | Killa Call (Skit) (featuring Killa C)                            |                                        | 0:32  |
| 10. | Enjoy (featuring Bosko et Krizz Kaliko)                          |                                        | 4:05  |
| 11. | Elbow Macaroni (Skit)                                            |                                        | 1:30  |
| 12. | I Am Everything (featuring Hed PE et Kottonmouth Kings)          |                                        | 3:35  |
| 13. | Happy Ending                                                     |                                        | 4:44  |
| 14. | Can't Shake It (featuring Krizz Kaliko et Robert Rebeck)         |                                        | 3:38  |
| 15. | Holier Than Thou (featuring Krizz Kaliko et Strange Lane Choir)  |                                        | 5:23  |
| 16. | Last Words                                                       | Don't You Want to Stay de Bill Withers | 4:14  |

| 17. | Get Your Attention (featuring Gina McFadden & Krizz Kaliko) | 3:49 |
| 18. | Killer (featuring Krizz Kaliko)                             | 3:26 |
| 19. | Smoke Sumting (featuring Krizz Kaliko)                      | 4:35 |